# Diastatops nigra
Diastatops nigra är en trollsländeart som beskrevs av Montgomery 1940. Diastatops nigra ingår i släktet Diastatops och familjen segeltrollsländor. Inga underarter finns listade i Catalogue of Life.